# Ньїредьгаза

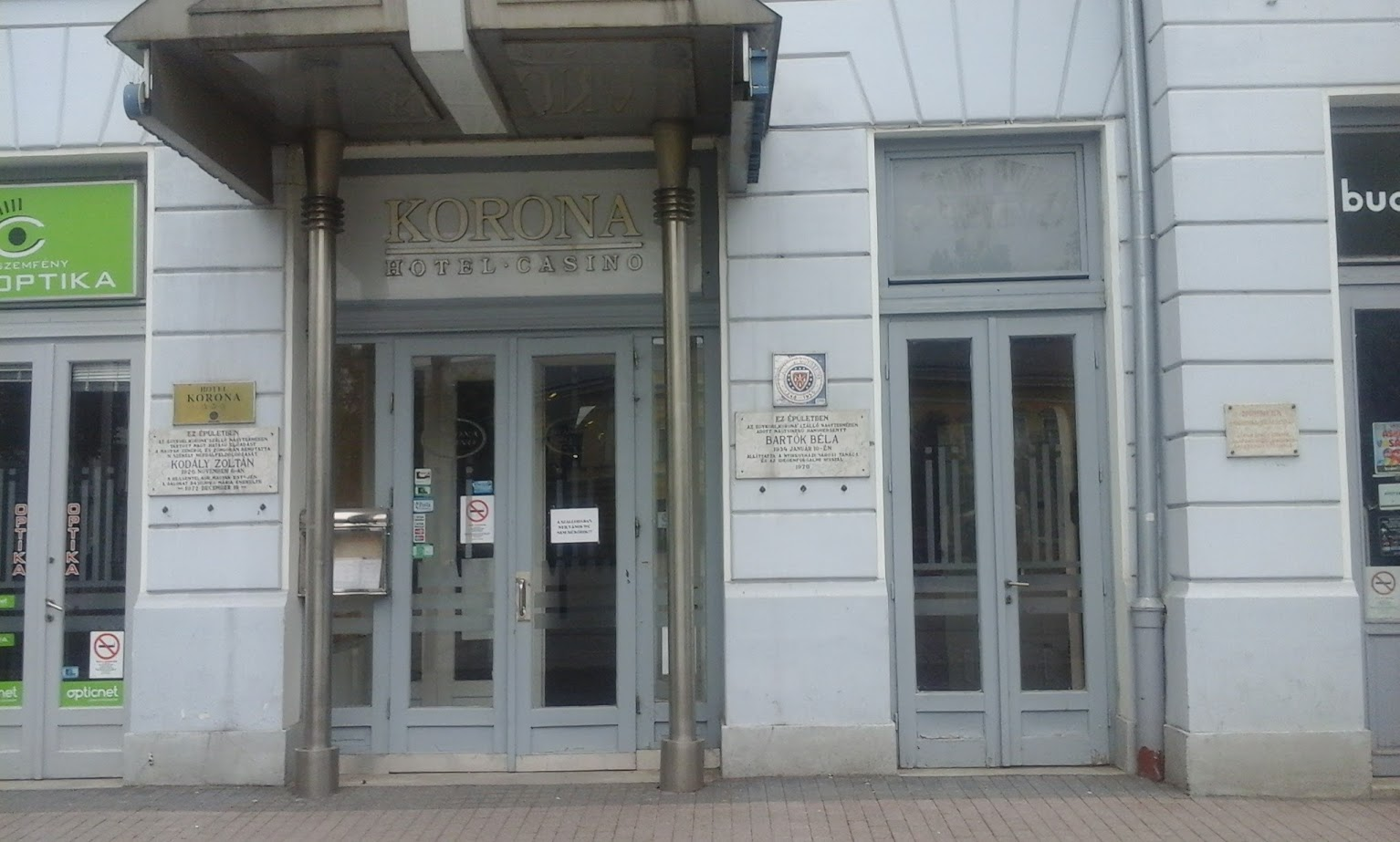
Готель «Корона»

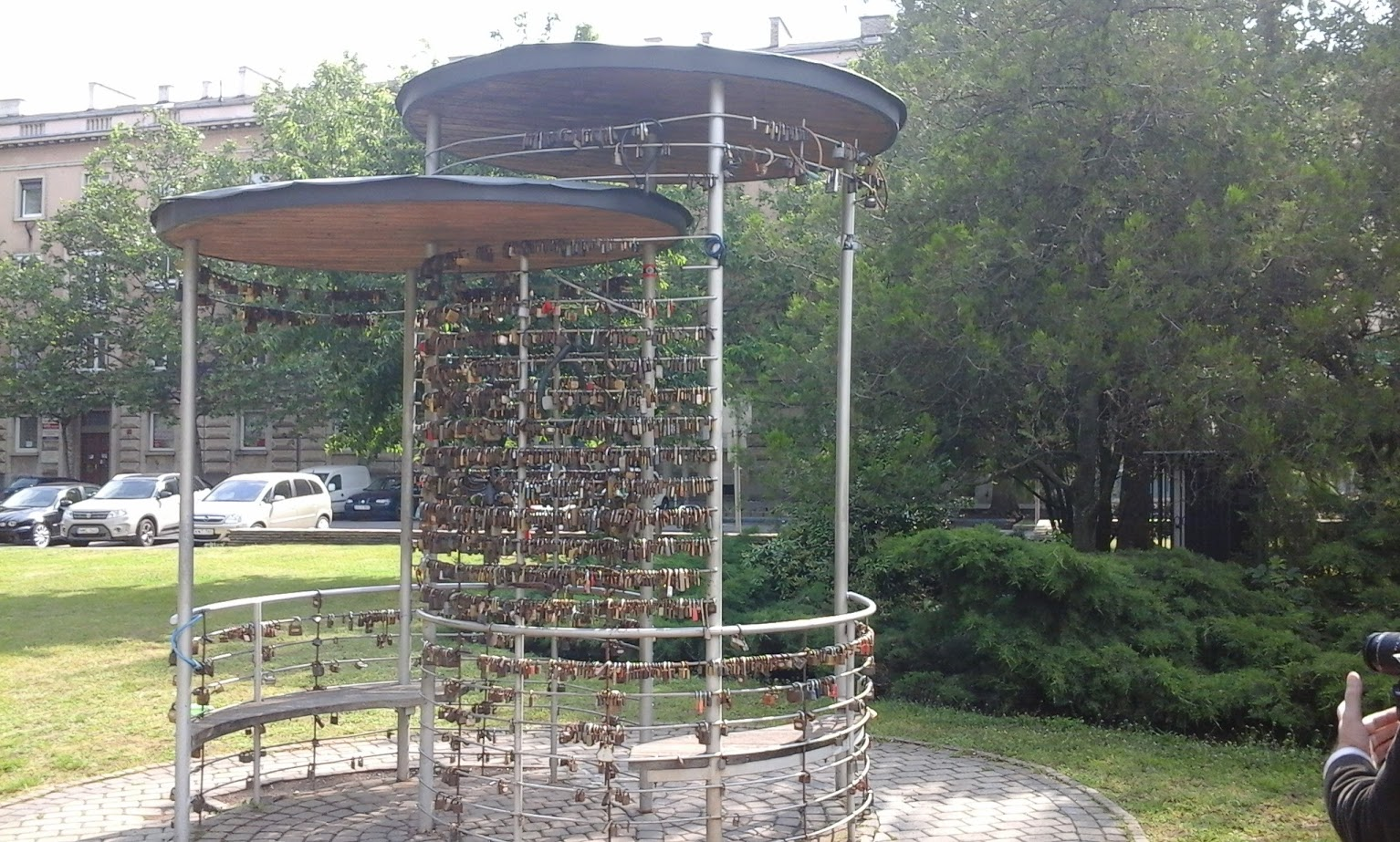
«Замки кохання» в Ньїредьгазі

Ньїредьгаза (угор. Nyíregyháza) — місто на північному сході Угорщини, у над-регіоні Північний Великий Альфельд, адміністративний центр медьє (області) Саболч-Сатмар-Берег, центр кістерсеґу (району) Ньїредьгаза. Населення міста становить 118 058 осіб (2016). Сьоме за населенням місто Угорщини, одне з найбільших на північному сході країни.
До Першої світової війни з 1867 року місто було центром комітату Сабольч, після адміністративної реформи стало центром медьє Саболч-Сатмар-Берег.

## Географія і транспорт
Місто розташоване за 270 кілометрів на північний схід від Будапешта, за 50 кілометрів на північ від Дебрецена, за 70 кілометрів на схід від Мішкольца. Приблизно за 50 кілометрів на північний схід і південний схід від міста пролягають відповідно український і румунський кордони. Автомобільні дороги й залізниці сполучають місто з Мішкольцем, Дебреценом і українським Чопом. Час подорожі потягом від Будапешта становить 3—4 години.

## Історія
Уперше місто згадується в 1209 році під назвою Ньїр.
В угорській мові «Ньїршег» — назва низинного району, у якому розташоване місто. Корінь цього слова «ньїр» (угор. Nyír) — береза, а назва міста, як і багатьох інших міст австро-угорської імперії, — перекладена і раніше називалась Березова Церква.
Нині Ньїредьгаза — це графство, адміністративний центр та ринок для обширної сільськогосподарської місцевості. Легка промисловість включає консервування, дистилювання, і обробку харчової продукції.
Місто, зруйноване в ХІІІ столітті, відновили у XVIII. Його музей і досі зберігає цінні золоті реліквії.

## Пам'ятки

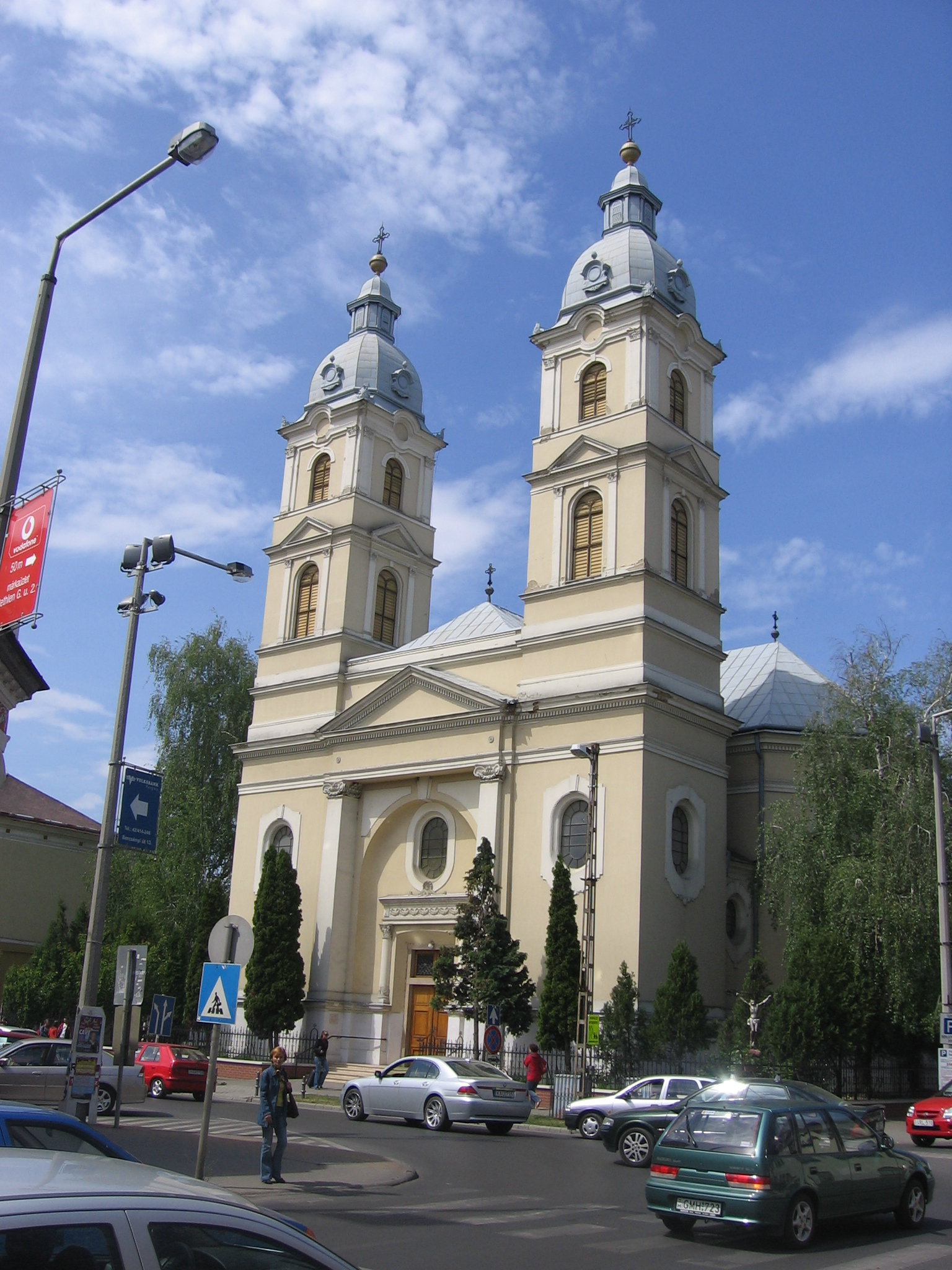
Катедральний собор Ньїредьгазької греко-католицької єпархії

Ньїредьгаза завжди була центром греко-католиків в Угорщині, тому в ній розташовані греко-католицький собор та музей у палаці єпископа, де зібрана збірка греко-католицьких ікон та сакральних предметів минулих століть. Також колекція складається з прикрас та одягу, Євангелій. Досі триває поповнення колекції.
Будівля собору являє собою суміш візантійського та барокового стилів. У часи Другої світової війни собор було зруйновано внаслідок бомбардування міста, проте згодом його повністю відновили.
У Ньїредьгазі діє Музей Андраша Йоша. Він названий на честь засновника цього музею, і в ньому містяться кілька експозицій, серед яких збірка картин місцевого художника Дьюли Бенцура, біографічна експозиція самого Андраша, експозиції присвячена історії Ньїредьгази до Першої Світової війни, історії угорських гусар та історії грошей. Міська Ратуша побудована у 1873 році і є пам'яткою архітектури.
Також у місті є Музей просто неба «Шошто», з лісопарком «Шошто» площею 320 гектарів, де можна побачити вікову архітектуру та звичаї сільського життя. У місті є зоопарк «Шошто» — один з найкращих в Угорщині.
Щороку наприкінці літа в місті проводиться міжнародний музичний фестиваль «Відор», на який з'їжджаються шанувальники музичного мистецтва з усієї Європи.

## Рекреація
Природа була щедрою до міста. Окрім мальовничих лісистих околиць, вона подарувала Ньїредьгазі купальні Шошто. У дубовому лісі розташована зона відпочинку. На території у 600 гектарів розкинувся парк з соленими термальними озерами, вода яких багата натрієм і бромом. Північне озеро використовується для прогулянок на човнах, а південне — для купання.
Купальні Ньїредьгаза-Шоштофюрде розташовані на відстані чотири кілометри від міста у зеленій зоні. Завдяки солончаковому озеру цей курорт вже понад 300 років є улюбленим місцем для купання і відпочинку. Тут розташований комплекс термальних і прісних басейнів, обладнаних водними атракціонами. Вода має природну температуру 5° С та рекомендується при захворюваннях рухового апарату, гінекологічних захворюваннях та хворобах суглобів. Вода містить натрій, хлориди, луги, гідрокарбонати, йод та бром.
Восени 2005 року тут відкрився найсучасніший лікувально-розважальний комплекс «Акваріус».

## Українська складова
У місті діє Самоврядування українців, діє Українська недільна школа, де діти вивчають українську мову та літературу, історію та культуру України. Голова — пані Юдіта Софілканич.
У місцевому університеті в 2017 році відкрили Кафедру української мови та культури. Перших студентів набиратимуть з 2018 року. Орієнтовно це буде 15 осіб, які після навчання стануть дипломованими перекладачами. Вступити на відділення української мови та культури зможуть як громадяни Угорщини так і абітурієнти з-за кордону, зокрема українці.

## Населення
| 1870    | 1890    | 1900    | 1910    | 1920    | 1930    | 1941    | 1949    | 1960    | 1970    | 1980     | 1990     | 2001     | 2011     | 2016     |
| ------- | ------- | ------- | ------- | ------- | ------- | ------- | ------- | ------- | ------- | -------- | -------- | -------- | -------- | -------- |
| → 13015 | ↗ 18996 | ↗ 28073 | ↗ 33444 | ↗ 38751 | ↗ 46522 | ↗ 53917 | ↘ 48382 | ↗ 56834 | ↗ 75245 | ↗ 108235 | ↗ 114152 | ↗ 118795 | ↘ 119746 | ↘ 118150 |

## Галерея

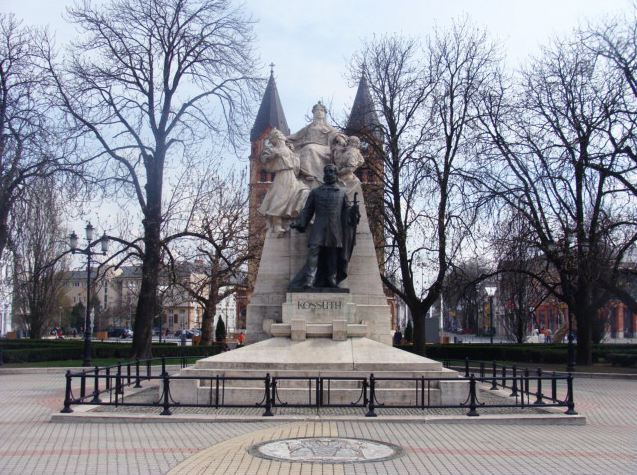
Пам'ятник Кошуту
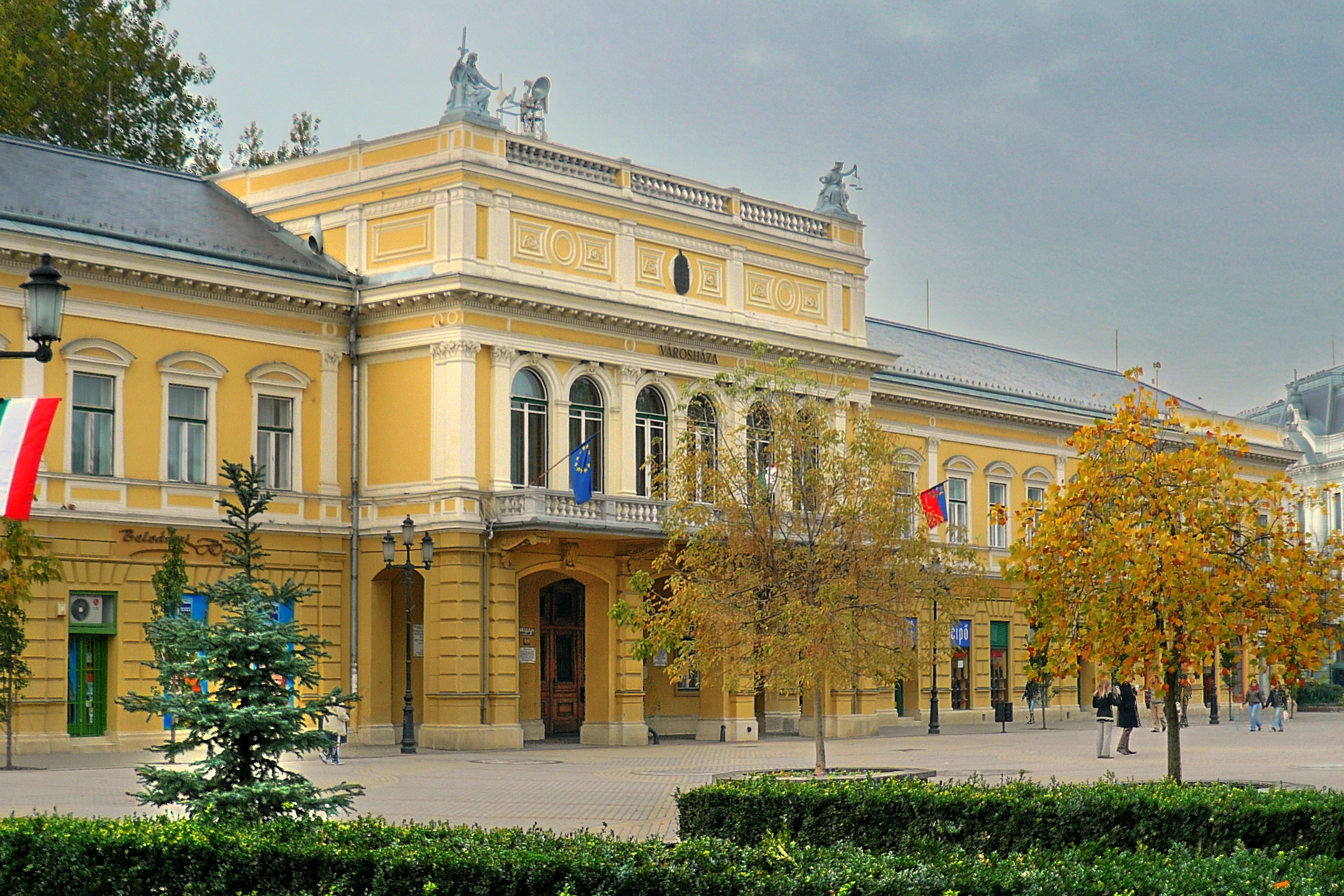
Будівля міської ради
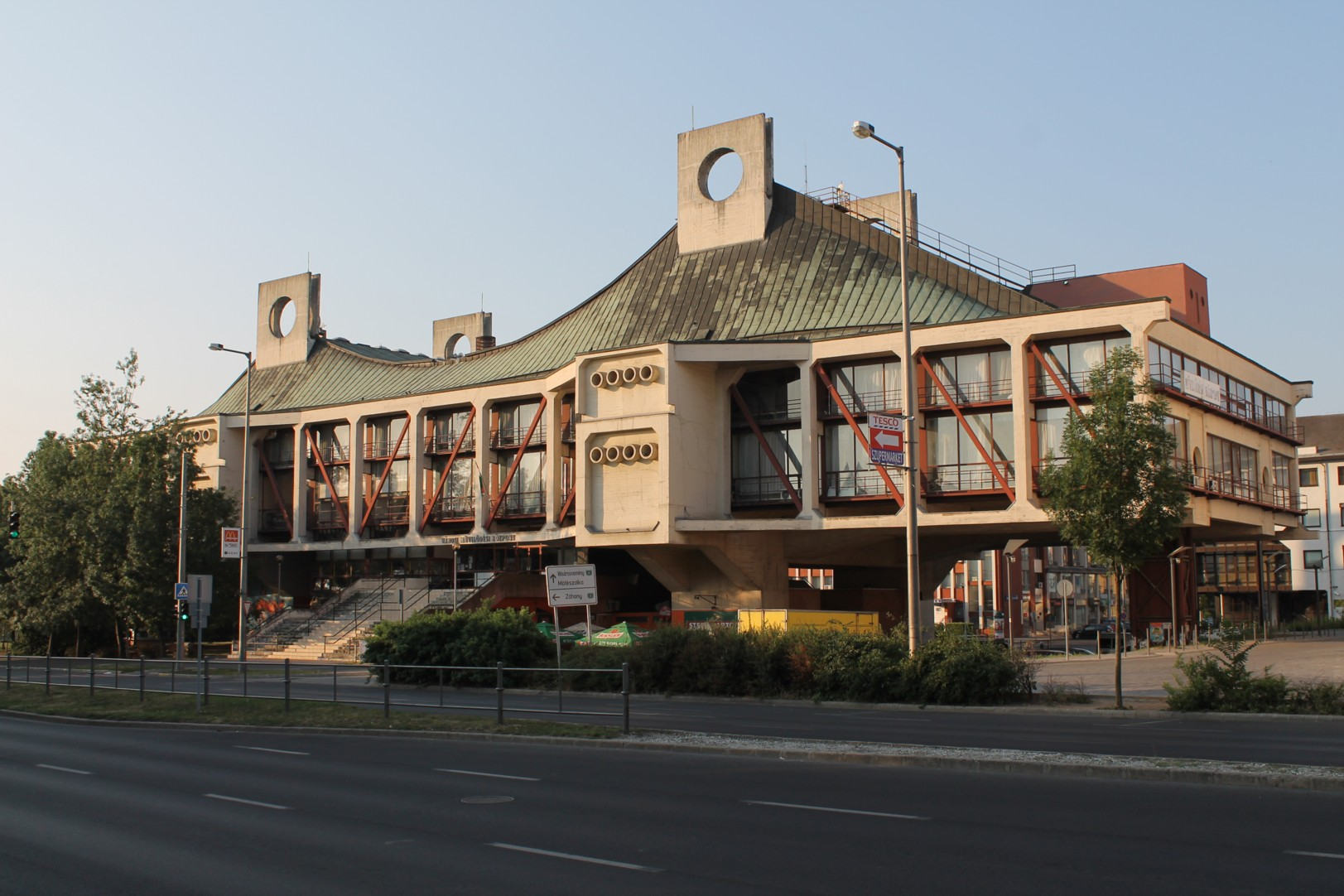
Муніципальний культурний центр Вачі Мігалі
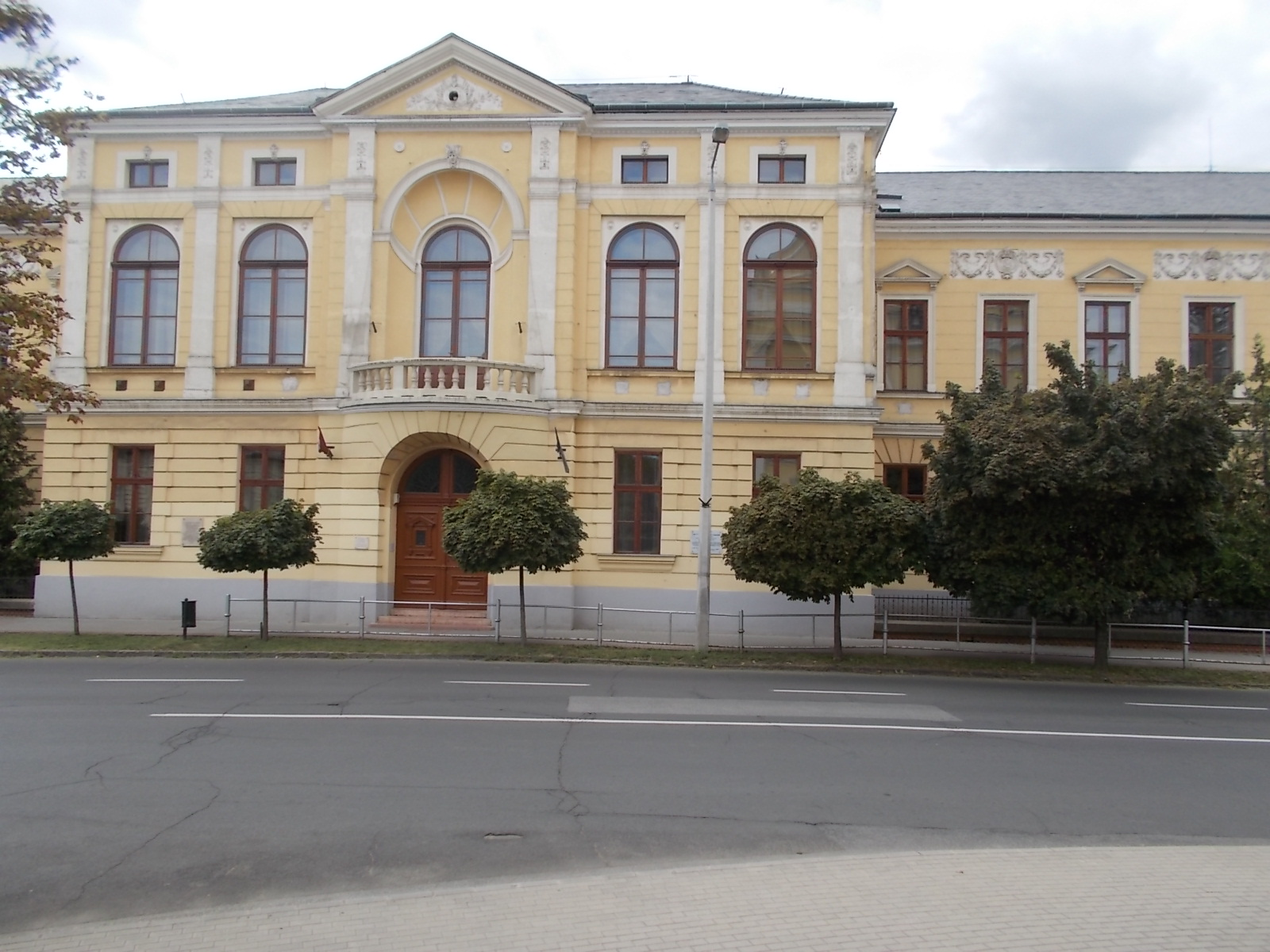
Будівля колишньої Лютеранської початкової школи Іґнаца Альпарі, побудована у 1890 році
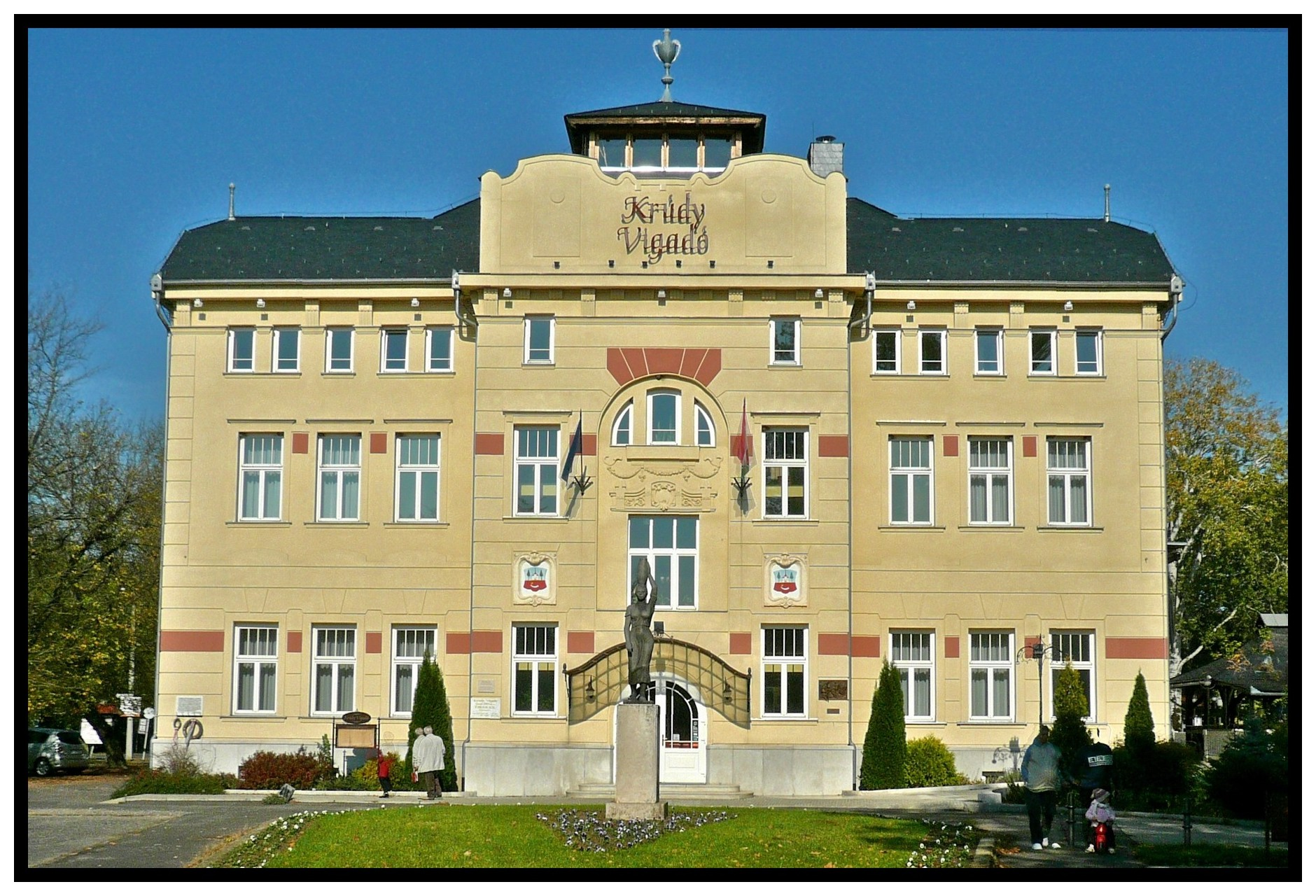
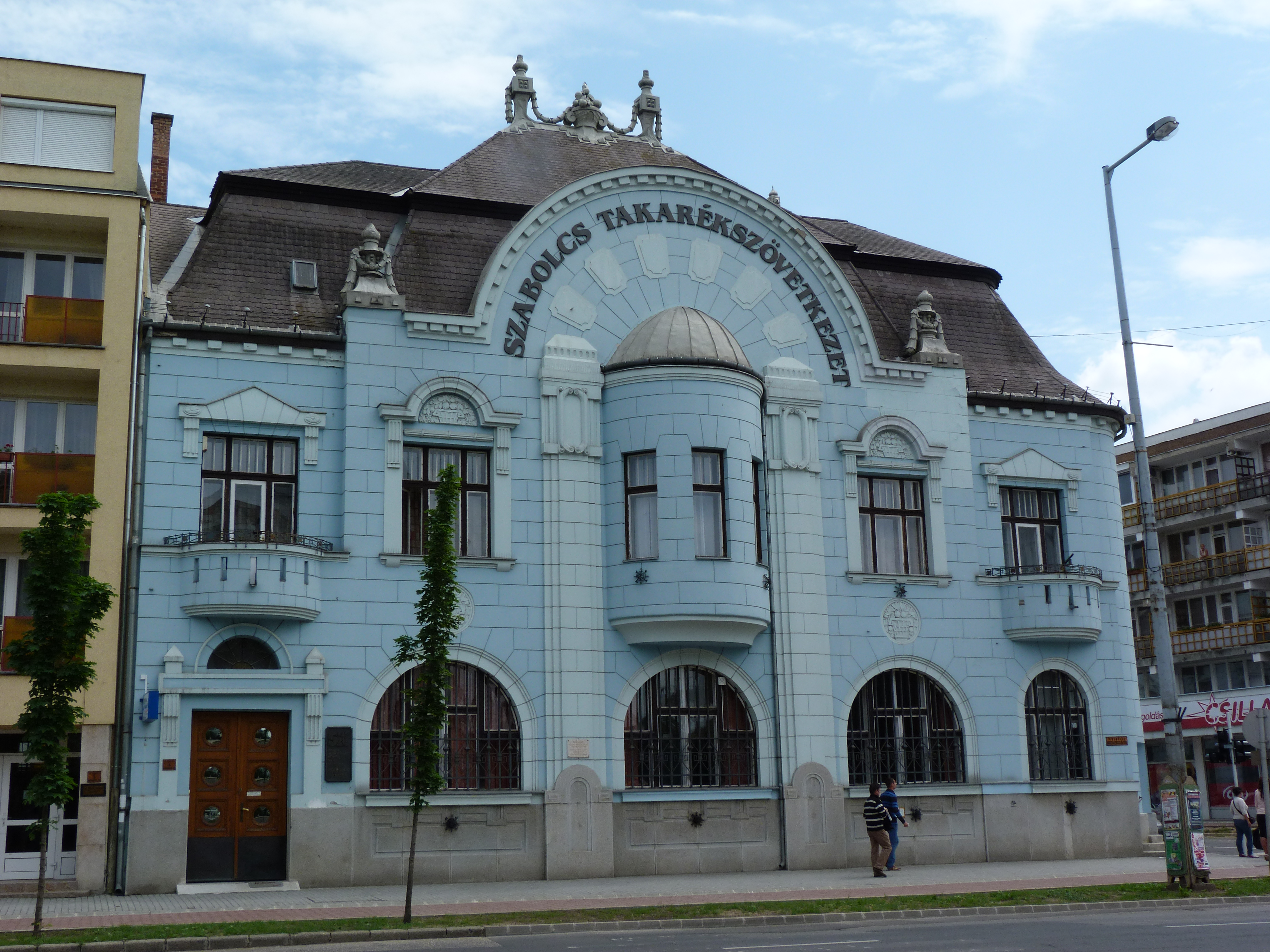
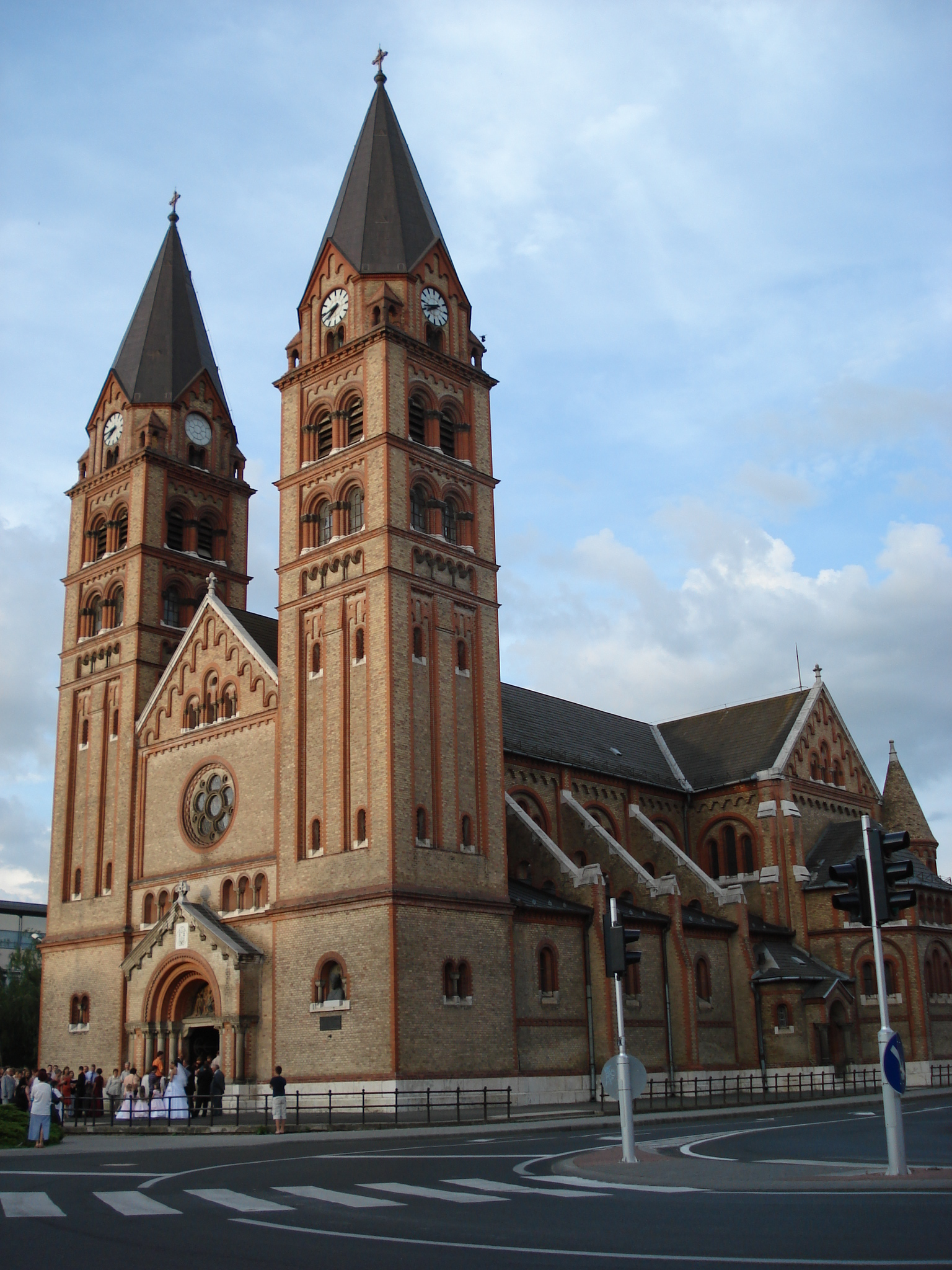
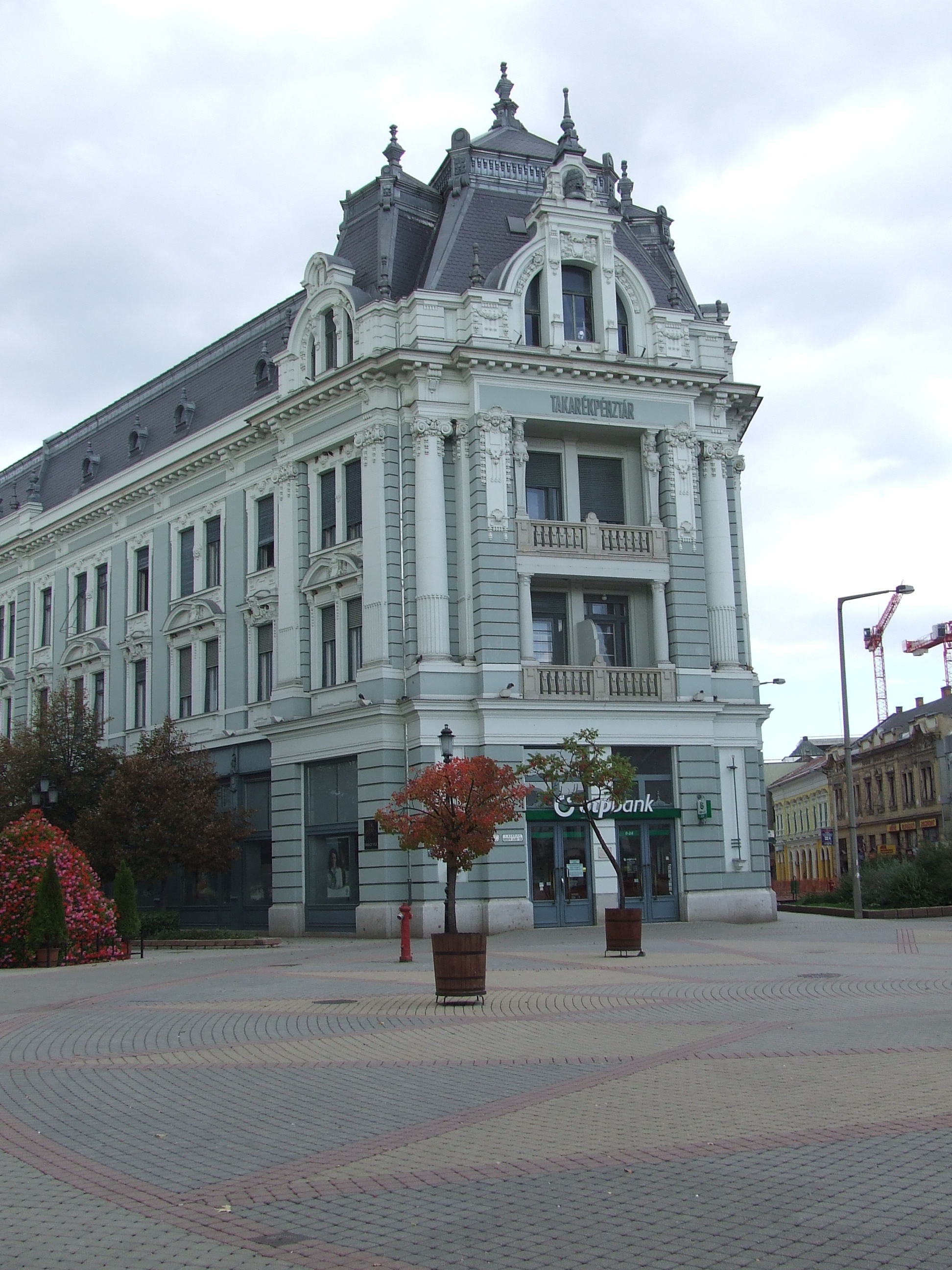

## Міста-побратими
- Пряшів Словаччина
- Ізерлон Німеччина
- Каяані Фінляндія
- Кір'ят-Моцкін Ізраїль
- Ряшів Польща
- Сент-Олбанс Велика Британія
- Сату-Маре, Румунія
- Ужгород, Україна
- Санкт-Пельтен, Австрія
- Івано-Франківськ, Україна[3]
- Байонна, Франція
- Прага 10, Чехія

## Відомі особистості
- Лєра Мандзюк